# Sylvilagus brasiliensis

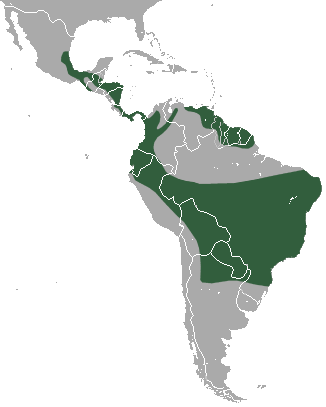
Mappa di distribuzione in America

Il tapeti (Sylvilagus brasiliensis Linnaeus, 1758), noto anche come coniglio brasiliano o coniglio delle foreste, è una specie di silvilago diffusa in Centro e Sudamerica.

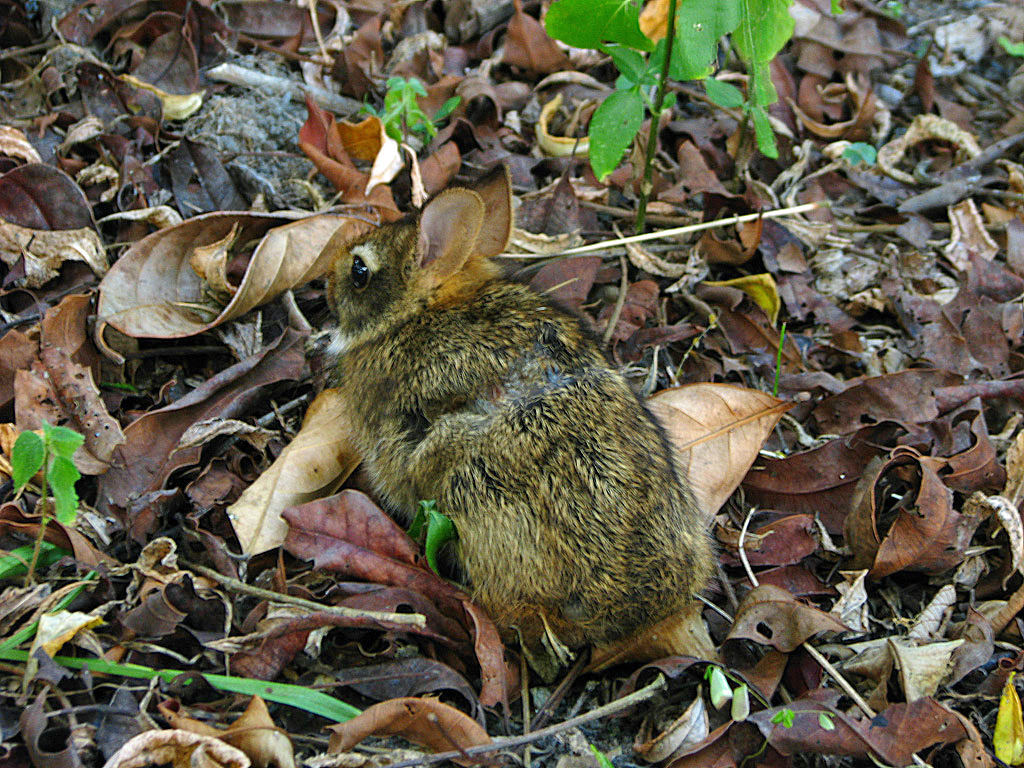

È un animale notturno e solitario che viene avvistato solitamente dopo il tramonto o prima dell'alba mentre si nutre di erbe. Vive in habitat forestali, in vicinanza di paludi e lungo le rive dei fiumi, ma anche in prossimità di insediamenti umani, in giardini e piantagioni.
È l'unica specie di Leporide che si può incontrare nella maggior parte del suo areale.